# Roman Filipowicz
Roman Filipowicz (ur. 14 sierpnia 1925 w Borysławiu) – polski działacz partyjny i państwowy, leśnik, podsekretarz stanu w Ministerstwie Leśnictwa i Przemysłu Drzewnego (1976–1982).

## Życiorys
Syn Aleksandra i Bronisławy. W okresie wojny pracował jako manipulant w nadleśnictwie Borysław i pomocnik szybowy w Borysławsko-Drohobyckim Zagłębiu Naftowym, a od sierpnia do listopada 1944 leśniczy w Nadleśnictwie Borysław. W 1944 przyjęty na Politechnikę Lwowską, następnie studiował na Uniwersytecie Jagiellońskim (1945–1948). W 1965 ukończył studium ochrony lasów i gospodarstwa łowieckiego, a w 1970 uzyskał tytuł magistra inżyniera leśnika w Szkole Głównej Gospodarstwa Wiejskiego. Pracował jako adiunkt w nadleśnictwie Spychowo (Pupy) (1949) i nadleśnictwie Kamień Śląski (1949–1950), referent w Biurze Zespołu Nadleśnictwa w Pszczynie (1950) i nadleśniczy nadleśnictwa Szklary (1950–1951). Od 1951 do 1954 nauczał w technikum leśnym w Brynku i był jego dyrektorem, potem do 1956 kierował Rejonem Lasów Państwowych w Nakle Śląskim. Następnie pełnił funkcję dyrektora Okręgowego Zarządu Lasów Państwowych w Łodzi (1956–1960) i Białymstoku (1960–1976).
W 1950 wstąpił do Polskiej Zjednoczonej Partii Robotniczej, był członkiem i zastępcą członka Komitetu Wojewódzkiego PZPR w Białymstoku. Od września 1976 do lipca 1982 zajmował stanowisko podsekretarza stanu w Ministerstwie Leśnictwa, ponadto w latach 1976–1981 kierował Naczelną Radą Łowiecką. Jako wiceminister w marcu 1981 był ze strony rządowej sygnatariuszem porozumień sękocińskich zawartych z Krajową Komisją Porozumiewawczą Pracowników Leśnictwa „Solidarności”. W sierpniu 1982 przeszedł na emeryturę.